# Source to sink

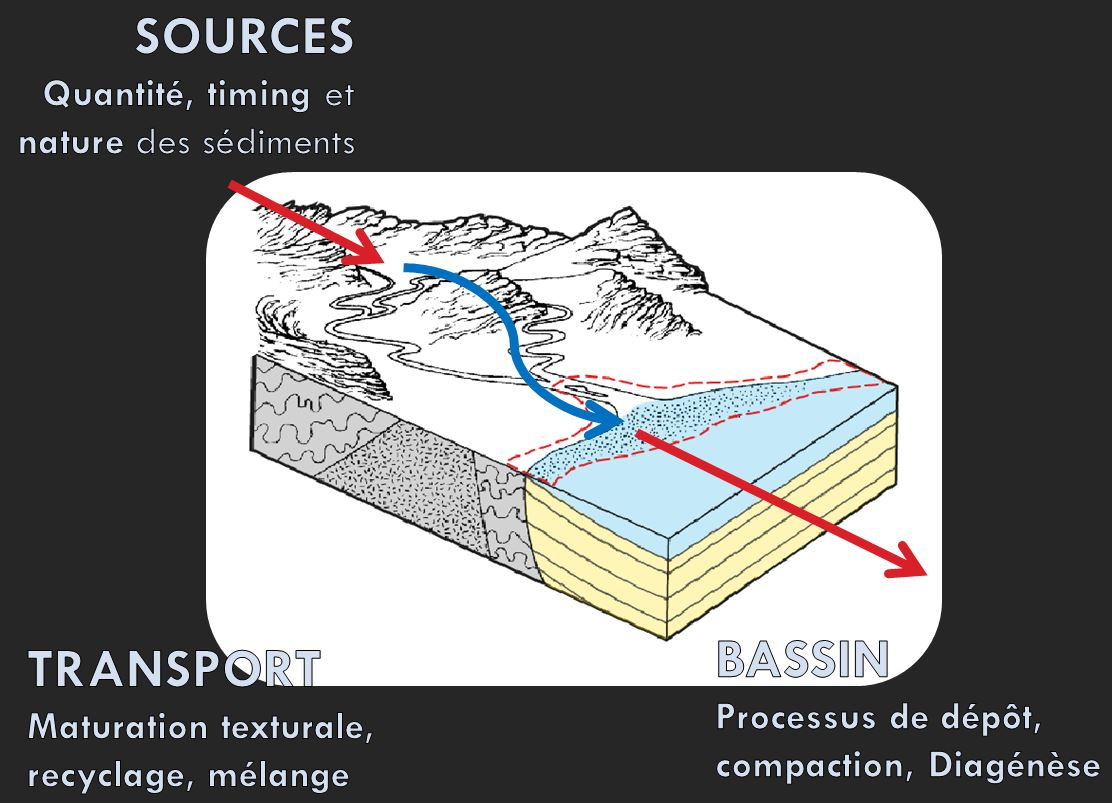
Source to sink analysis

Le source to sink, parfois noté source-to-sink, (anglais, littéralement « de la source au bassin », en anglais dans la littérature francophone) est une discipline de la sédimentologie consistant à étudier l'intégralité d'un système sédimentaire c'est-à-dire ses sources de sédiments (domaines surélevés en érosion), ses processus de transports et de recyclage (bassins intermédiaires, conditions d'érosions et de transport, énergie), et sa dynamique de déposition et de diagénèse. On parle d'analyse de provenance quand la compréhension des sources est basée sur l'étude des sédiments.

## Méthodes
Les analyses source to sink se basent généralement sur une combinaison de plusieurs méthodes les plus communes étant:
- la thermochronologie qui aide à comprendre quels sont les domaines en subsidence et en exhumation,
- la pétrographie qui renseignent sur la nature des populations lithiques dans le sédiment du bassin,
- La géochronologie (datation radiométrique sur les roches magmatiques des domaines en érosion) et géochronologie détritique (datation de grains détritiques au sein du sédiment) pour établir des corrélations entre l'âge isotopique de minéraux dans le sédiment (en général zircons et apatites, parfois rutiles ou encore monazites) avec l'âge des sources potentielles,
- les analyses de minéraux lourds.

## Difficultés du modèle
Afin d'alimenter un bassin en sédiment clastique, une source doit être érodée et est donc par définition détruite. La construction de modèles Source to Sink nécessite donc une combinaison de modélisation des taux d'érosion et de dénudation et est grandement facilitée si des zones du systèmes de drainage fluviatile sont préservées, ses dernières permettant de donner des informations de directions de drainage, d'énergie ainsi que sur la nature des sources grâce aux clastes transportés.